# 增春
董增春（1866年—?），字熙堂，号松如，满姓董烏哩氏，杭州駐防正白旗滿洲人，清朝政治人物、進士出身。
光緒三十年（1904年），會試第115名。殿試登進士三甲130名。歷官浙江即用知縣，建德、太平、山陰、奉化各縣知事，調補新登縣知事，曾充平陽統捐征收局局長。補浙江山陰縣知縣。